# Эллимер
Эллимер (фр. Hellimer) — коммуна на северо-востоке Франции, регион Гранд-Эст (бывший Эльзас — Шампань — Арденны — Лотарингия), департамент Мозель. Относится к кантону Гротенкен.

## Географическое положение
Эллимер расположен в 330 км к востоку от Парижа и в 50 км к востоку от Меца.

## История
- В X веке принадлежал Аббатству Сен-Мартен-де-Гландьер в Лонжевиль-ле-Сен-Авольд.
- В XIV веке входил в графство Моранж.
- В 1571 году по договору сеньорат Эллимер был рзаделён на 4 части: одна четверть отошла епископату Меца, а три четверти — Лотарингскому герцогству. Все поселения Эллимера были поделены и при этом большая часть Диффамбака и Аккербака находились под властью епископата, а большая часть Эллимера подчинялась Лотарингии.
- Во время Тридцатилетней войны (1617—1647) этот регион Мозеля пострадал особенно сильно. В частности здесь проходили бои между шведским герцогом Веймаром и гарнизоном Саверна. Постоянные рейды противников, частая смена власти привела к тому, что к 1637 году в Эллимере осталось 7 из 80 жителей, в Диффамбаке — 4 из 45. Впоследствии места заселились выходцами из Арденн, Бельгии, Саара, Тироля и Баварии.
- В 1766 году вместе с Лотарингией вошёл в состав Франции.
- В 1871 году был оккупирован Германией и вернулся в состав Франции после Первой мировой войны.

## Демография
По переписи 2011 года в коммуне проживало 605 человек.

## Достопримечательности
- Замок дЭллимер (1332), разрушен в 1842 году.
- Дом Бонера, традиционный лотарингский дом.
- Церковь (1740).
- Часовня Сент-Маргарет (XIV век).
- Часовня Сент-Антуан в Аккербаке (XVIII век).